# Framestore
Framestore es una empresa británica de animación, efectos visuales y estudio creativo basado en Chancery Lane en Londres. Formada en 1986, adquirió la Computer Film Company (CFC) en 1997, y más tarde se fusionó con ella. Trabaja en largometrajes y televisión, comerciales y proyectos inmersivos, incluyendo experiencias de realidad virtual, señalización digital y atracciones de parques temáticos. Framestore emplea a unos 2.500 empleados: 1.000 en Londres, y 1.500 repartidos por oficinas en Chicago, Nueva York, Los Ángeles, Montreal, Mumbai y Pekín. 
En su encarnación actual, Framestore ofrece imágenes para largometrajes, drama televisivo, publicidad, consolas y juegos en línea, aplicaciones de internet y telefonía móvil, y es la casa de postproducción más grande de Europa.

## Historia

### Fundación
Framestore fue fundada en 1986 por su esposo y entonces esposa William Sargent y Sharon Reed, junto con tres amigos. Tim Webber se unió a Framestore en 1988 y lideró el empuje de la compañía en el cine digital y la televisión, desarrollando los sistemas de cámaras virtuales y plataformas de movimiento de Framestore. En 1992, Mike Milne comenzó el departamento de CGI, añadiendo animación generada por computadora a la gama de instalaciones de la compañía. El trabajo de la compañía cubrió imágenes premiadas en comerciales, videos musicales, gráficos de televisión y dramas televisivos. En 1994 se creó su división de efectos visuales cinematográficos. 

### Fusión con CFC
En 1997 Framestore adquirió la Computer Film Company, que fue una de las primeras compañías de efectos especiales de películas digitales del Reino Unido, desarrollando tecnología para escaneo de películas digitales, composición y producción. CFC fue fundada en Londres en 1984 por Mike Boudry, Wolfgang Lempp (ahora CTO en Filmlight) y Neil Harris (Lightworks). La primera película de CFC fue The Fruit Machine, en 1988, que utilizó técnicas de transformación temprana. 
En 2004 Framestore abrió su primera oficina satelital en la ciudad de Nueva York, para centrarse en la publicidad.  Esto fue seguido por otra oficina en Islandia en 2008, que desde entonces ha sido cerrada y ha reabierto como una compañía local de VFX, RVX. En 2013 Framestore abrió una oficina en Montreal, seguida de otra en Los Ángeles el mismo año. En 2014, lanzó un brazo de producción. 
Los primeros proyectos para la compañía incluyen la entrega de su primer proyecto de animación de largometraje The Tale of Despereaux con Universal; la finalización del primer intermedio digital de Europa para la película Chicken Run en 2000; contribución de escenas para la película de 2009 Avatar y la finalización como un proyecto de producción de cuatro largometrajes británicos que se estrenó en los cines entre 2009 y 2010. 

### Adquisición por CIH
En noviembre de 2016, Framestore acordó permitir que Cultural Investment Holdings Co, con sede en Shanghái, que adquiriera el 75% de la misma por 112,50 millones de libras esterlinas. Framestore tiene su base principal en Londres Soho, y oficinas adicionales en Nueva York, Montreal y Los Ángeles, empleando a alrededor de 1.400 empleados. La compañía lideró proyectos como Fantastic Beasts and Where to Find Them, Beauty and the Beast y Paddington 2. En abril de 2017 Framestore abrió una tercera ubicación en estados Unidos, en Chicago, Illinois. 
La compañía también trabajó en la película de 2017 Darkest Hour dirigida por Joe Wright, trabajando fuera de las instalaciones de Montreal de Framestore para crear fondos históricamente precisos para 85 tomas en la película, incluyendo escenas de batalla. 
El equipo creó alrededor de 300 tomas para la película de 2017 Blade Runner, con Framestore ganando un premio especial de efectos visuales en los British Academy Film Awards 2018. También han trabajado en Black Mirror, creando accesorios como la nave espacial de estilo de los años 60 en el estreno de la cuarta temporada. 
En su encarnación actual, Framestore ofrece imágenes para largometrajes, drama televisivo, publicidad, consolas y juegos en línea, aplicaciones de internet y teléfonos móviles, y en un momento dado ha sido la casa de postproducción más grande de Europa. [cita requerida]

### Reconocimientos
Framestore ha sido galardonado con dos Premios de la Academia Científica y Técnica, 14 Emmys primetime. En 2008, Framestore ganó su primer Oscar a los mejores efectos visuales por la película The Golden Compass; también ganaron el Premio BAFTA por esa película el mismo año. Framestore también fue nominado a los Oscar en 2009 (The Dark Knight) y de nuevo en 2010 (Harry Potter y las reliquias de la muerte – Parte 1).
Tim Webber fue el supervisor de VFX en Gravity (2013), y las técnicas involucradas en la película realizadas por Webber y el equipo de Framestore tardaron tres años en completarse. El equipo ganó los premios BAFTA  a los mejores efectos visuales especiales en la 67.ª edición de los British Academy Film Awards y el Óscar al mejor premio de efectos visuales en la 86 edición de los Premios de la Academia. 
La compañía ganó tanto el Óscar como el BAFTA a los mejores efectos visuales en 2018 por su trabajo en Blade Runner 2049.
En publicidad, el equipo también ha ganado importantes premios, incluyendo leones de Cannes, premios de los British Television Advertising Awards, Clíos, D&AD y otros. 
El equipo de I+D de la compañía se separó para crear la empresa tecnológica Filmlight, que en 2010 recibió cuatro Premios de la Academia Científica. 
Framestore ganó los BAFTA TV Craft Awards 2020 por Special, Visual & Graphic Effects por su extenso trabajo en la serie de televisión de HBO/BBC His Dark Materials.

### Caracteres publicitarios y comerciales
Framestore ha colaborado con empresas y agencias de publicidad para crear personajes comerciales, y también ha creado un intento de fotorrealista generado por computadora Audrey Hepburn para un anuncio de chocolate Dove. Una combinación de elementos incluyendo dobles corporales, captura de movimiento, FACS y un programa de iluminación llamado Arnold fueron utilizados para imitar la apariencia de la actriz 20 años después de su muerte. El anuncio llamó la atención de la prensa tanto por la tecnología de vanguardia utilizada como por las implicaciones éticas de usar la semejanza de una persona póstumamente con fines comerciales.

## Filmografía
En esta filmografía están incluidas películas de Method Studios y Company 3, las cuales son filiales de Framestore.

### 1995s
- Cyberjack (1995)
- Antarctica (1995)
- GoldenEye (1995)

### 1996s
- The Adventures of Pinocchio (1996)

### 1997s
- Bring Me the Head of Mavis Davis (1997)
- FairyTale: A True Story (1997)
- Downtime (1997)
- A Life Less Ordinary (1997)
- The Man Who Knew Too Little (1997)
- Lawn Dogs (1997)
- The Borrowers (1997)
- Tomorrow Never Dies (1997)

### 1998s
- Lost in Space (1998)
- Following (1998)

### 1999s
- Notting Hill (1999)
- The World Is Not Enough (1999)
- Being John Malkovich (1999)

### 2000s
- The Beach (2000)
- Chuck & Buck (2000)

### 2001s
- The Mexican (2001)
- Human Nature (2001)
- Harry Potter and the Philosopher's Stone (2001)
- Go Tigers! (2001)

### 2002s
- One Hour Photo (2002)
- Harry Potter and the Chamber of Secrets] (2002)
- The Ring (2002)
- OT: Our Town (2002)

### 2003s
- Pirates of the Caribbean: The Curse of the Black Pearl (2003)

### 2004s
- Harry Potter and the Prisoner of Azkaban (2004)

### 2005s
- The Weather Man (2005)
- The Descent (2005)
- Harry Potter and the Goblet of Fire (2005)

### 2006s
- Children of Men (2006)
- Pirates of the Caribbean: Dead Man's Chest (2006)
- Glory Road (2006)

### 2007s
- Mr. Bean's Holiday (2007)
- Stardust (2007)
- Pirates of the Caribbean: At World's End (2007)
- Harry Potter and the Order of the Phoenix (2007)
- Into the Wild (2007)
- The Jane Austen Book Club (2007)

### 2008s
- Two Lovers (2008)
- The Hurt Locker (2008)
- W. (2008)
- The Alphabet Killer (2008)
- Valkyrie (2008)
- The Chronicles of Narnia: Prince Caspian (2008)
- Mamma Mia! (2008)
- The Dark Knight (2008)
- Me and Orson Welles (2008)
- Quantum of Solace (2008)
- Killshot (2008)
- Australia (2008)
- The Reader (2008)

### 2009s
- Horsemen (2009)
- Friday the 13th (2009)
- Next Day Air (2009)
- Transformers: Revenge of the Fallen (2009)
- The Road (2009)
- The Joneses (2009)
- Confessions of a Shopaholic (2009)
- Watchmen (2009)
- X-Men Origins: Wolverine (2009)
- Angels & Demons (2009)
- In the Loop (2009)
- Harry Potter and the Half-Blood Prince (2009)
- G.I. Joe: The Rise of Cobra (2009)
- Triangle (2009)
- Heartless (2009)
- Creation (2009)
- Harry Brown (2009)
- The Invention of Lying (2009)
- Ondine (2009)
- Where the Wild Things Are (2009)
- Avatar (2009)
- Sherlock Holmes (2009)

### 2010s
- The Romantics (2010)
- Freakonomics (2010)
- Four Lions (2010)
- Nanny McPhee Returns (2010)
- Clash of the Titans (2010)
- Sus (2010)
- Prince of Persia: The Sands of Time (2010)
- Shanghai (2010)
- Salt (2010)
- Submarine (2010)
- Morning Glory (2010)
- Harry Potter and the Deathly Hallows: Part 1 (2010)
- The Chronicles of Narnia: The Voyage of the Dawn Treader (2010)
- Waiting for Superman (2010)
- Percy Jackson & the Olympians: The Lightning Thief (2010)
- A Nightmare on Elm Street (2010)
- The Sorcerer's Apprentice (2010)
- The Way (2010)
- Let Me In (2010)
- Due Date (2010)
- Gulliver's Travels (2010)

### 2011s
- The Rite (2011)
- A Little Bit of Heaven (2011)
- Attack the Block (2011)
- Fast Five (2011)
- A Little Closer (2011)
- The Swell Season (2011)
- Pirates of the Caribbean: On Stranger Tides (2011)
- The Tree of Life (2011)
- X-Men: First Class (2011)
- Transformers: Dark of the Moon (2011)
- 360 (2011)
- Musical Chairs (2011)
- The Rum Diary (2011)
- Tyrannosaur (2011)
- Your Highness (2011)
- Harry Potter and the Deathly Hallows: Part 2 (2011)
- Captain America: The First Avenger (2011)
- The Smurfs (2011)
- Tinker Tailor Soldier Spy (2011)
- Johnny English Reborn (2011)
- Abduction (2011)
- The Ides of March (2011)
- Contagion (2011)
- Tower Heist (2011)
- War Horse (2011)
- Sherlock Holmes: A Game of Shadows (2011)
- The Twilight Saga: Breaking Dawn - Part 1 (2011)
- J. Edgar (2011)
- Jack and Jill (2011)
- New Year's Eve (2011)
- The Girl with the Dragon Tattoo (2011)
- Extremely Loud & Incredibly Close (2011)

### 2012s
- Underworld: Awakening (2012)
- An Oversimplification of Her Beauty (2012)
- One for the Money (2012)
- Gone (2012)
- See Girl Run (2012)
- The Company You Keep (2012)
- Stand Up Guys (2012)
- Kiss of the Damned (2012)
- Hannah Has a Ho-Phase (2012)
- The Devil Inside (2012)
- Journey 2: The Mysterious Island (2012)
- Robot & Frank (2012)
- Man on a Ledge (2012)
- This Means War (2012)
- Project X (2012)
- Being Flynn (2012)
- Side by Side (2012)
- Wrath of the Titans (2012)
- McCullin (2012)
- The Dictator (2012)
- Not Fade Away (2012)
- Lincoln (2012)
- Skyfall (2012)
- The Pirates! Band of Misfits (2012)
- For Greater Glory: The True Story of Cristiada (2012)
- Dark Shadows (2012)
- Men in Black 3 (2012)
- What to Expect When You're Expecting (2012)
- The Sapphires (2012)
- Mud (2012)
- The Amazing Spider-Man (2012)
- Abraham Lincoln: Vampire Hunter (2012)
- Magic Mike (2012)
- The Odd Life of Timothy Green (2012)
- The Apparition (2012)
- Argo (2012)
- The Master (2012)
- The Place Beyond the Pines (2012)
- Seven Psychopaths (2012)
- Cloud Atlas (2012)
- Thanks for Sharing (2012)
- Arthur Newman (2012)
- The Twilight Saga: Breaking Dawn - Part 2 (2012)
- Bullet to the Head (2012)
- Promised Land (2012)

### 2013s
- The Last Stand (2013)
- Movie 43 (2013)
- Kill Your Darlings (2013)
- Towheads (2013)
- Beautiful Creatures (2013)
- A Good Day to Die Hard (2013)
- Oz the Great and Powerful (2013)
- G.I. Joe: Retaliation (2013)
- Admission (2013)
- Hansel y Gretel: cazadores de brujas (2013)
- We Steal Secrets (2013)
- Everyone's Going to Die (2013)
- Iron Man 3 (2013)
- Inside Llewyn Davis (2013)
- World War Z (2013)
- Percy Jackson y el mar de los monstruos (2013)
- Gravity (2013)
- Circuito cerrado (2013)
- The Great Gatsby (2013)
- The Purge (2013)
- The Fifth Estate (2013)
- Devil's Knot (2013)
- White House Down (2013)
- The Wolverine (2013)
- RED 2 (2013)
- Blue Jasmine (2013)
- Snowpiercer (2013)
- We're the Millers (2013)
- Elysium (2013)
- Riddick (2013)
- The Railway Man (2013)
- Sunshine on Leith (2013)
- Metallica Through the Never (2013)
- Felony (2013)
- Runner Runner (2013)
- The Double (2013)
- The Secret Life of Walter Mitty (2013)
- Lone Survivor (2013)
- Thor: The Dark World (2013)
- 47 Ronin (2013)
- Last Vegas (2013)
- The Hunger Games: Catching Fire (2013)
- The Wolf of Wall Street (2013)
- Grudge Match (2013)

### 2014s
- What the F@#- Is Cancer and Why Does Everybody Have It? (2014)
- Bears (2014)
- The Amazing Spider-Man 2 (2014)
- My Sister (2014)
- An Honest Liar (2014)
- The Babadook (2014)
- I, Frankenstein (2014)
- RoboCop (2014)
- Winter's Tale (2014)
- Catch Me Daddy (2014)
- Edge of Tomorrow (2014)
- The Monuments Men (2014)
- Divergent (2014)
- X-Men: Days of Future Past (2014)
- The Rover (2014)
- Foxcatcher (2014)
- Maleficent (2014)
- Transformers: Age of Extinction (2014)
- Asthma (2014)
- The Purge: Anarchy (2014)
- The Imitation Game (2014)
- Kill Me Three Times (2014)
- Trash (2014)
- Ouija (2014)
- Guardians of the Galaxy (2014)
- Men, Women & Children (2014)
- Dracula Untold (2014)
- Testament of Youth (2014)
- Paddington (2014)
- Hércules (2014)
- Into the Storm (2014)
- Let's Be Cops (2014)
- The Giver (2014)
- The Maze Runner (2014)
- Kill the Messenger (2014)
- Son of a Gun (2014)
- Exodus: Gods and Kings (2014)
- Night at the Museum: Secret of the Tomb (2014)
- Seventh Son (2014)

### 2015s
- The Diary of a Teenage Girl (2015)
- Mr. Holmes (2015)
- The Girl Is in Trouble (2015)
- The Age of Adaline (2015)
- As I AM: The Life and Times of DJ AM (2015)
- The 33 (2015)
- Jupiter Ascending (2015)
- Project Almanac (2015)
- Focus (2015)
- Run All Night (2015)
- The Divergent Series: Insurgent (2015)
- Get Hard (2015)
- The Longest Ride (2015)
- Avengers: Age of Ultron (2015)
- Poltergeist (2015)
- Pleasure Island (2015)
- Everest (2015)
- The Martian (2015)
- Pan (2015)
- Spectre (2015)
- Point Break (2015)
- Mad Max: Fury Road (2015)
- San Andreas (2015)
- Terminator Genisys (2015)
- Ant-Man (2015)
- Vacation (2015)
- The Last Witch Hunter (2015)
- Love the Coopers (2015)
- The Hateful Eight (2015)
- The 5th Wave (2015)

### 2016s
- Swiss Army Man (2016)
- Race (2016)
- Allegiant (2016)
- AWOL (2016)
- Batman v Superman: Dawn of Justice (2016)
- Captain America: Civil War (2016)
- Pele: Birth of a Legend (2016)
- Independence Day: Resurgence (2016)
- Zero Days (2016)
- Now You See Me 2 (2016)
- La leyenda de Tarzán (2016)
- Arrival (2016)
- The Purge: Election Year (2016)
- Nerve (2016)
- American Pastoral (2016)
- Deepwater Horizon (2016)
- Nine Lives (2016)
- Voyage of Time: Life's Journey (2016)
- Porto (2016)
- Doctor Strange (2016)
- Fantastic Beasts and Where to Find Them (2016)
- Collateral Beauty (2016)

### 2017s
- Freak Show (2017)
- What Children Do (2017)
- Rings (2017)
- Kong: Skull Island (2017)
- Beauty and the Beast (2017)
- Song to Song (2017)
- Ghost in the Shell (2017)
- Power Rangers (2017)
- Suburbicon (2017)
- Mother! (2017)
- I, Tonya (2017)
- Shot in the Dark (2017)
- Guardians of the Galaxy Vol. 2 (2017)
- King Arthur: Legend of the Sword (2017)
- Alien: Covenant (2017)
- Wonderstruck (2017)
- Downsizing (2017)
- Darkest Hour (2017)
- Okja (2017)
- The Mummy (2017)
- Spider-Man: Homecoming (2017)
- Kingsman: The Golden Circle (2017)
- Blade Runner 2049 (2017)
- Thor: Ragnarok (2017)
- Geostorm (2017)
- Paddington 2 (2017)
- Justice League (2017)

### 2018s
- 12 Strong (2018)
- The Song of Sway Lake (2018)
- Pacific Rim: Uprising (2018)
- The Man Who Killed Don Quixote (2018)
- The First Purge (2018)
- Skyscraper (2018)
- Cam (2018)
- The Favourite (2018)
- Halloween (2018)
- A Simple Favor (2018)
- Robin Hood (2018)
- Black Panther (2018)
- A Wrinkle in Time (2018)
- Ready Player One (2018)
- Avengers: Infinity War (2018)
- Deadpool 2 (2018)
- Christopher Robin (2018)
- Roma (2018)
- Ant-Man and the Wasp (2018)
- The Ballad of Buster Scruggs (2018)
- Outlaw King (2018)
- Fantastic Beasts: The Crimes of Grindelwald (2018)
- Mowgli: Legend of the Jungle (2018)
- Mary Poppins Returns (2018)
- The Christmas Chronicles (2018)
- Aquaman (2018)
- Welcome to Marwen (2018)

### 2019s
- Alita: Battle Angel (2019)
- Captain Marvel (2019)
- Dumbo (2019)
- Avengers: Endgame (2019)
- Gay Chorus Deep South (2019)
- Pokémon: Detective Pikachu (2019)
- Judy & Punch (2019)
- Isn't It Romantic (2019)
- Triple Frontier (2019)
- Five Feet Apart (2019)
- John Wick: Chapter 3 - Parabellum (2019)
- Strive (2019)
- Rim of the World (2019)
- Godzilla: King of the Monsters (2019)
- Love Type D (2019)
- Men in Black: International (2019)
- Spider-Man: Far from Home (2019)
- The Assistant (2019)
- Tall Girl (2019)
- Star Wars: Episode IX - The Rise of Skywalker (2019)
- Fast & Furious Presents: Hobbs & Shaw (2019)
- Downton Abbey (2019)
- The Good Liar (2019)
- Lady and the Tramp (2019)
- The Kitchen (2019)
- It Chapter Two (2019)
- Ad Astra (2019)
- Ford v Ferrari (2019)
- The Laundromat (2019)
- Terminator: Dark Fate (2019)
- Doctor Sleep (2019)
- Jumanji: The Next Level (2019)

### 2020s
- All Day and a Night (2020)
- Let Him Go (2020)
- Ma Rainey's Black Bottom (2020)
- Ma Rainey's Black Bottom (2020)
- Dolittle (2020)
- Timmy Failure: Mistakes Were Made (2020)
- His House (2020)
- Mulan (2020)
- Artemis Fowl (2020)
- The Secret Garden (2020)
- Project Power (2020)
- Hubie Halloween (2020)
- Jingle Jangle: A Christmas Journey (2020)
- The Midnight Sky (2020)
- Birds of Prey (2020)
- Downhill (2020)
- Bloodshot (2020)
- Extraction (2020)
- Eurovision Song Contest: The Story of Fire Saga (2020)
- Black Is King (2020)
- The One and Only Ivan (2020)
- The New Mutants (2020)
- A Babysitter's Guide to Monster Hunting (2020)
- The Witches (2020)
- Wonder Woman 1984 (2020)
- Fatale (2020)

### 2021s
- Bliss (2021)
- The United States vs. Billie Holiday (2021)
- Those Who Wish Me Dead (2021)
- Flag Day (2021)
- The French Dispatch (2021)
- Free Guy (2021)
- Tom & Jerry (2021)
- Flora & Ulysses (2021)
- Army of the Dead (2021)
- Zack Snyder's Justice League (2021)
- Peter Rabbit 2: The Runaway (2021)
- Mortal Kombat (2021)
- Thunder Force (2021)
- The Conjuring: The Devil Made Me Do It (2021)
- The Tomorrow War (2021)
- The Suicide Squad (2021)
- Venom: Let There Be Carnage (2021)
- No Time to Die (2021)
- Red Notice (2021)
- A Boy Called Christmas (2021)
- Shang-Chi and the Legend of the Ten Rings (2021)
- Encanto (2021)
- Candyman (2021)
- The Guilty (2021)
- Resident Evil: Welcome to Raccoon City (2021)
- Nightmare Alley (2021)
- The Many Saints of Newark (2021)
- Eternals (2021)
- Don't Look Up (2021)
- The King's Man (2021)
- Spider-Man: No Way Home (2021)
- The Matrix Resurrections (2021)

### 2022s
- The Ice Age Adventures of Buck Wild (2022)
- Return to Space (2022)
- Hocus Pocus 2 (2022)
- Moonfall (2022)
- Fantastic Beasts: The Secrets of Dumbledore (2022)
- Downton Abbey: A New Era (2022)
- Doctor Strange in the Multiverse of Madness (2022)
- Men (2022)
- Top Gun: Maverick (2022)
- Three Thousand Years of Longing (2022)
- Elvis (2022)
- Spiderhead (2022)
- Thor: Love and Thunder (2022)
- Black Panther: Wakanda Forever (2022)
- 80 for Brady (2022)
- Still: A Michael J. Fox Movie (2022)
- Magazine Dreams (2022)
- Beast (2022)
- White Noise (2022)
- Glass Onion (2022)
- Lyle, Lyle, Crocodile (2022)
- The School for Good and Evil (2022)
- Slumberland (2022)
- Don't Worry Darling (2022)
- The Greatest Beer Run Ever (2022)

### 2023s
- 65 (2023)
- Guardians of the Galaxy Vol. 3 (2023)
- Peter Pan & Wendy (2023)
- The Little Mermaid (2023)
- Indiana Jones and the Dial of Destiny (2023)
- How to Have Sex (2023)
- Apes Together Strong (2023)
- Ant-Man and the Wasp: Quantumania (2023)
- Superpower (2023)
- Femme (2023)
- If You Were the Last (2023)
- Shazam! Fury of the Gods (2023)
- Barbie (2023)
- Heart of Stone (2023)
- Haunted Mansion (2023)
- Teenage Mutant Ninja Turtles: Mutant Mayhem (2023)
- Retribution (2023)
- Saltburn (2023)
- All of Us Strangers (2023)
- Ferrari (2023)
- The Bikeriders (2023)
- Rustin (2023)
- Fingernails (2023)
- Poor Things (2023)
- Nyad (2023)
- Maestro (2023)
- Origin (2023)
- Dicks: The Musical (2023)
- Finestkind (2023)
- Dumb Money (2023)
- Lee (2023)
- Quiz Lady (2023)
- The Burial (2023)
- PAW Patrol: The Mighty Movie (2023)
- No One Will Save You (2023)
- Freelance (2023)
- Pet Sematary: Bloodlines (2023)
- Migration (2023)
- Leave the World Behind (2023)
- Five Nights at Freddy's (2023)
- The Color Purple (2023)
- The Iron Claw (2023)
- The Marvels (2023)
- Napoleon (2023)
- Please Don't Destroy: The Treasure of Foggy Mountain (2023)
- Family Switch (2023)
- Candy Cane Lane (2023)
- The Boys in the Boat (2023)
- Anyone But You (2023)
- Rebel Moon - Part One: A Child of Fire (2023)
- The Family Plan (2023)
- Killers of the Flower Moon (2023)
- Wonka (2023)
- Lift (2023)

### 2024s
- Lisa Frankenstein (2024)
- Spaceman (2024)
- Mean Girls (2024)

### Próximamente
- The Fall Guy (2024)
- Imaginary Friends (2024)
- Furiosa: A Mad Max Saga (2024)
- Deadpool & Wolverine (2024)
- Gladiator 2 (2024)
- Wicked (2024)
- King Ivory (2024)
- I am Al Ittihad (2024)
- Mickey 17 (2025)
- Snow White (2025)
- Coyote vs. Acme (TBA)
- Chimera's Ghost (TBA)
- Rhino Man (TBA)
- Manhattan Skyline (TBA)
- Good Luck Have Fun (TBA)

## Serie de TV
- The Saturday Night Armistice (1995–1999)
- The Famous Five (1995–1997)
- Top Gear (2002–2022)
- Prehistoric Park (2006)
- Lab Rats (2008–)
- Veep (2012–2019)
- Review (2014–2017)
- Magical Girl Raising Project (2016–)
- Taboo (2017)
- The Crown (2016–2023)
- What We Do in the Shadows (2019–2024)
- The Twilight Zone (2019–2020)
- Warrior (2019–2023)
- The Boys (2019–)
- His Dark Materials (2019–2022)
- The Witcher (2019–)
- Alien Worlds (2020)
- 1899 (2022)
- Lockwood & Co. (2023)
- Beetle Boy (TBA)